# 中西充
中西 充（なかにし みつる、1956年9月23日 - ）は、日本の地方公務員。東京都産業労働局長、東京都総務局長、東京都副知事、東京臨海熱供給代表取締役社長、東京都競馬代表取締役社長、東京サマーランド代表取締役社長等を経て、東京都人事委員会委員長。

## 人物・経歴
大阪府出身。1981年早稲田大学法学部卒業。1982年東京都入庁。2007年東京都総務局行政部長。2008年東京都総務局人事部長。2010年東京都都市整備局次長、多摩ニュータウン開発センター取締役。2011年東京都中央卸売市場長。2012年東京都産業労働局長。2013年東京都総務局長。2016年東京都副知事。
築地市場移転問題で減給5分の1（6カ月）の懲戒処分を受け、引責辞任し、2017年東京臨海熱供給代表取締役社長。2019年東京都競馬代表取締役社長、東京プロパティサービス代表取締役会長、東京サマーランド代表取締役社長、東京倉庫代表取締役会長。2022年東京サマーランド代表取締役会長。2023年東京都中小企業振興公社理事長、東京都人事委員会委員長。